# هيتوشي ناغاي
هيتوشي ناغاي (باليابانية: 永井均؛ بالكانا: ながい ひとし) هو أستاذ جامعي وفيلسوف ياباني، ولد في 1951 في طوكيو في اليابان.